# Shin’ichi Tsutsumi
Shin’ichi Tsutsumi (jap. 堤 真一, Tsutsumi Shin’ichi; * 7. Juli 1964 in Nishinomiya, Präfektur Hyōgo) ist ein japanischer Schauspieler. Er wird von der Talentagentur Siscompany gemanagt.
Tsutsumi war zunächst vor allem als Theaterdarsteller vor, spielte nebenbei allerdings auch in Fernsehserien und in kleineren Rollen in Kinofilmen. Hauptrollen bekleidete er ab Mitte der 1990er Jahre regelmäßig in Filmen von Hiroyuki Tanaka, darunter Unlucky Monkey (1998) und Monday (2000). Der endgültige Durchbruch erfolgte mit der Rolle eines Akademikers, der den kleinen Fischereibetrieb seines verstorbenen Vaters übernimmt, in der Fernsehserie Yamato Nadeshiko im Jahr 2000. Es folgten zahlreiche Hauptrollen in Film und Fernsehen.
Für seine Darstellung in Always san-chōme no yūhi (2005) gewann er den Japanese Academy Award, den Hochi-Filmpreis und den Kinema-Jumpō-Preis. Für Fly Daddy Fly (2005) wurde er außerdem mit dem Blue Ribbon Award prämiert.

## Filmografie

### Fernsehserien
- 1987: Dokuganryu Masamune
- 1988: Takeda Shingen
- 1995: Hachidai Shogun Yoshimune
- 1996: Pure
- 1999: Genroku Ryoran
- 1999: Doctor
- 2000: Yamato Nadeshiko
- 2002: Koi no Chikara
- 2002: Lunch no Joō
- 2003: Musashi
- 2003: Good Luck
- 2003: Beginner
- 2005: Koi ni Ochitara
- 2006: Hero SP
- 2006: Sailor Fuku to Kikanjū

### Filme
- 1989: Bakayaro 2
- 1992: Onna ya Abura Jigoku
- 1996: Secret Waltz
- 1996: Dangan Runner
- 1997: Postman Blues
- 1998: Unlucky Monkey – Des Wahnsinns fette Beute (Unlucky Monkey)
- 1999: 39 keihō dai sanjūkyū jō
- 2000: Monday
- 2002: Drive
- 2003: Sotsugyo
- 2004: The Call (Chakushin ari)
- 2005: Lorelei
- 2005: Fly Daddy Fly
- 2005: Ubume no Natsu
- 2005: Always san-chōme no yūhi
- 2006: Metro ni notte
- 2007: Maiko Haaaan!!!
- 2007: Always zoku san-chōme no yūhi
- 2007: Mōryō no hako
- 2010: Space Battleship Yamato
- 2015: Unsere kleine Schwester (海街ｄｉａｒｙ, Umimachi Diary)